# Stylus phantasticus

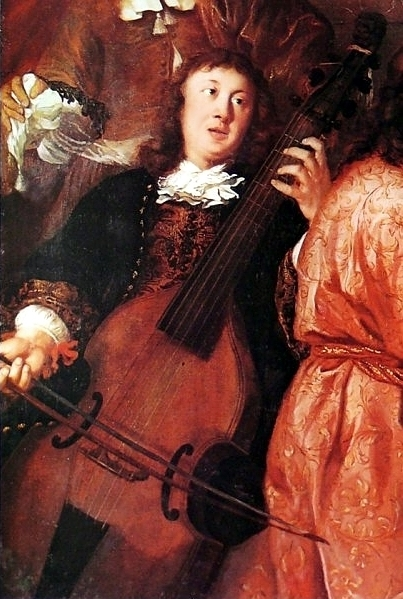
Dietrich Buxtehude.

Con stylus phantasticus (latino, stile fantastico) si definisce uno stile musicale consistente in toccate e fantasie, proprio del periodo denominato primo barocco.

## Storia
Il nome stylus phantasticus venne utilizzato le prime volte per descrivere composizioni la cui struttura non era categorizzabile secondo alcuna delle forme tradizionali. La radice di questo stile derivò principalmente da Claudio Merulo, organista presso la Basilica di San Marco a Venezia.
Sviluppatore di questa tecnica fu poi Girolamo Frescobaldi, che, all'inizio del XVII secolo, superando le restrizioni introdotte dalla Controriforma, ideò fantasiose improvvisazioni, generando così il nuovo stile, chiamato appunto phantasticus. Un altro importante interprete di questa corrente fu, in Germania, Johann Jakob Froberger. In Austria, invece, questo stile venne coltivato principalmente da Heinrich Ignaz Franz Biber e da Johann Heinrich Schmelzer.
Il musicologo Athanasius Kircher, nel suo trattato Musurgia universalis, scrisse:
Johann Mattheson, nel 1739, precisò che, nello stylus phantasticus:
Secondo Ton Koopman:
Importantissime, e fondamentali per la formazione del giovane Johann Sebastian Bach, all'epoca studente, furono le esecuzioni in stylus phantasticus di Dietrich Buxtehude a Lubecca e di Johann Adam Reincken ad Amburgo.